# Zhang Xueliang
Zhang Xueliang o Chang Hsueh-liang (Haicheng, 3 giugno 1901 – Honolulu, 15 ottobre 2001) è stato un generale cinese, signore della guerra della Manciuria.

## Biografia
Figlio del dittatore del governo Beiyang, il generale Zhang Zuolin, fu educato alla vita militare fin da fanciullo e nel 1919 divenne colonnello. Nello stesso anno fu posto a capo della scorta paterna, carica che occupò sino al 1921. Durante il convulso periodo dei signori della guerra fu inviato in Giappone come osservatore militare, vi rimase per un anno, quindi tornò a Pechino dove fu promosso maggior generale. Nel 1928 il padre Zhang Zuolin fu ucciso durante un viaggio in treno. Zhang Xueliang fu nominato suo successore e annunciò subito una tregua con il governo nazionalista del Kuomintang per permettere l'unificazione del Paese. Anche dopo la riunificazione, Zhang riuscì a mantenere il suo prestigio come capo militare e l'autonomia de facto della Manciuria. 
Nel 1931 un'offensiva giapponese occupò la Manciuria e instaurò lo stato fantoccio del Manciukuò. Zhang si mise alle dipendenze di Chiang Kai-shek e fu inviato a reprimere le rivolte comuniste del nord-ovest (1934). Nel dicembre del 1936 fu protagonista dell'incidente di Xi'an, quando fece rapire Chiang Kai-shek per firmare una tregua temporanea con i comunisti e combattere insieme contro i giapponesi nella seconda guerra sino-giapponese. Chiang fu liberato poco dopo e Zhang finì agli arresti domiciliari a Nanchino. Nel 1949, quando i comunisti presero il potere, fu trasferito a Taiwan.
Scarcerato dopo decenni di prigionia, si trasferì nelle Hawaii, a Honolulu, dove la morte lo colse a 100 anni, nel 2001. Oggi è ricordato come un eroe dal Partito Comunista Cinese per il suo ruolo nell'incidente di Xi'an.